# Idaea phoenicoglauca
Idaea phoenicoglauca är en fjärilsart som beskrevs av George Francis Hampson 1907. Idaea phoenicoglauca ingår i släktet Idaea och familjen mätare. Inga underarter finns listade i Catalogue of Life.